# Епархия Су-Фолса
Епархия Су-Фолса (лат. Dioecesis Siouxormensis) — епархия Римско-Католической церкви с центром в городе Су-Фолс, штат Южная Дакота, США. Епархия Су-Фолса входит в митрополию Сент-Пола и Миннеаполиса. Кафедральным собором епархии Су-Фолса является Собор Святого Иосифа.

## История
12 августа 1879 года Святой Престол учредил апостольский викариат Дакоты, выделив его из епархии Сент-Пола.
10 ноября 1889 года апостольский викариат Дакоты передал часть своей территории новой епархии Джеймстауна (сегодня — Епархия Фарго). 12 ноября 1889 года апостольский викариат Дакоты был преобразован в епархию Су-Фолса.
4 августа 1902 года епархия Су-Фолса передала часть своей территории новой Епархия Лида (сегодня — Епархия Рапид-Сити).

## Ординарии епархии
- епископ Мартин Марти[англ.], O.S.B. (11.08.1879 — 21.01.1895) — назначен епископом Сент-Клауда
- епископ Томас О’Горман[англ.], C.S.P.[англ.] (24.01.1896 — 18.09.1921)
- епископ Бернард Джозеф Махони[англ.] (24.05.1922 — 20.03.1939)
- епископ Уильям Оттервелл Игнатиус Брэди[англ.] (10.06.1939 — 16.06.1956) — назначен архиепископом-коадъютором, позднее архиепископом Сент-Пола
- епископ Ламберт Энтони Хох[англ.] (27.11.1956 — 13.06.1978)
- епископ Пол Винсент Дадли[англ.] (06.11.1978 — 21.03.1995)
- епископ Роберт Джеймс Карлсон[англ.] (21.03.1995 — 29.12.2004) — назначен епископом Сагино
- епископ Пол Джозеф Суэйн[англ.] (31.08.2006 — 12.12.2019)
- епископ Дональд Эдвард Дегруд[англ.] (с 12.12.2019)

## Источник
- Annuario Pontificio, Libreria Editrice Vaticana, Città del Vaticano, 2003, ISBN 88-209-7422-3